# 伊万·卡林
伊万·彼得罗维奇·卡林，（俄語：Ива́н Петро́вич Ка́лин，1935年3月10日—2012年1月2日），苏联、摩尔多瓦政治人物。曾任摩尔达维亚苏维埃社会主义共和国最高苏维埃主席团主席兼苏联最高苏维埃主席团副主席、部长会议主席；摩尔多瓦议会议员等职务。

## 生平
- 1935年3月10日出生于乌克兰苏维埃社会主义共和国摩尔达维亚苏维埃社会主义自治共和国雷布尼察区普洛皮村的一个农民家庭。1949年加入共青团。
- 1950年-1955年，基希讷乌葡萄栽培和酿酒学院学习。1955年加入苏联共产党。
- 1955年-1960年，基希讷乌伏龙芝农业学院学习。期间，1958年-1960年，工会委员会主席。
- 1960年-1963年，摩尔达维亚苏维埃社会主义共和国新生活集体农场农艺师，集体农场副主任、党委书记。
- 1963年-1965年，摩共卡拉拉什区集体农庄和国营农场管理局党委书记。
- 1965年-1967年，摩共卡拉拉什区委第一书记。
- 1967年-1969年，苏共中央高级党校学习。
- 1969年-1971年，摩共卡拉拉什区委第一书记。
- 1971年-1976年，摩共中央农业和食品工业部部长。
- 1976年1月-1980年5月，摩共中央书记处书记。1977年获经济学博士学位。
- 1980年4月-1985年12月，摩尔达维亚苏维埃社会主义共和国最高苏维埃主席团主席。期间，1980年6月-1986年6月兼任苏联最高苏维埃主席团副主席。
- 1985年12月-1990年1月，摩尔达维亚苏维埃社会主义共和国部长会议主席。
- 1990年-1991年，苏联外交学院外交人员高级培训班学习。
- 1991年-1995年，摩尔多瓦驻俄联邦、罗马尼亚大使馆公使衔参赞。1993年加入摩尔多瓦共产党人党。
- 1998年-2010年，摩尔多瓦议会议员。
- 2010年1月2日于基希讷乌逝世，享年76岁。葬于中央公墓。

卡林是苏共26-27大代表；第26-27届中央候补委员；第11届苏联最高苏维埃联盟院代表，苏联人民代表，第7-11届摩尔达维亚苏维埃社会主义共和国最高苏维埃代表；第3-7届摩尔多瓦议会议员。

## 荣誉
苏联：
- 列宁勋章
- 十月革命勋章
- 三次劳动红旗勋章
- 开垦处女地奖章

摩尔多瓦：
- 共和国勋章（2005）